# تپه سر کمره
تپه سر کمره در شهرستان خرم‌آباد، بخش دوره چگنی، دهستان کشکان، ۱ کیلومتری جنوب غربی روستای گرمورت رمضان آباد واقع شده و این اثر در تاریخ ۲۲ اسفند ۱۳۸۵ با شمارهٔ ثبت ۱۸۲۱۳ به‌عنوان یکی از آثار ملی ایران به ثبت رسیده است.